# Еттербек
Е́ттербек (нід. Etterbeek, МФА: [ ˈɛtərbeːk], вимоваⓘ, фр. Etterbeek, МФА: [ ɛtəʁˈbek]) — одна з 19 комун Брюссельського столичного регіону. Займає площу 3,15 км2. Населення становить 45257 осіб (2011 рік).

## Назва
За переказами, свята Гертруда, дочка Піппіна Ланденського, у 8 столітті заснувала каплицю на території теперішнього населеного пункту. У документі священного римського імператора Оттона І від 966 року згадується церква в Iatrebache. Назва Ietrebecca — можливо, від кельтського кореня ett, що означає «швидкий рух» та нідерландського слова beek, що означає «потік» — вперше трапляється в документі від 1127 року. Теперішнє написання назви трапляється у документах одинадцятьма роками пізніше, в 1138 році, коли була побудована нова і більша церква.

## Історія

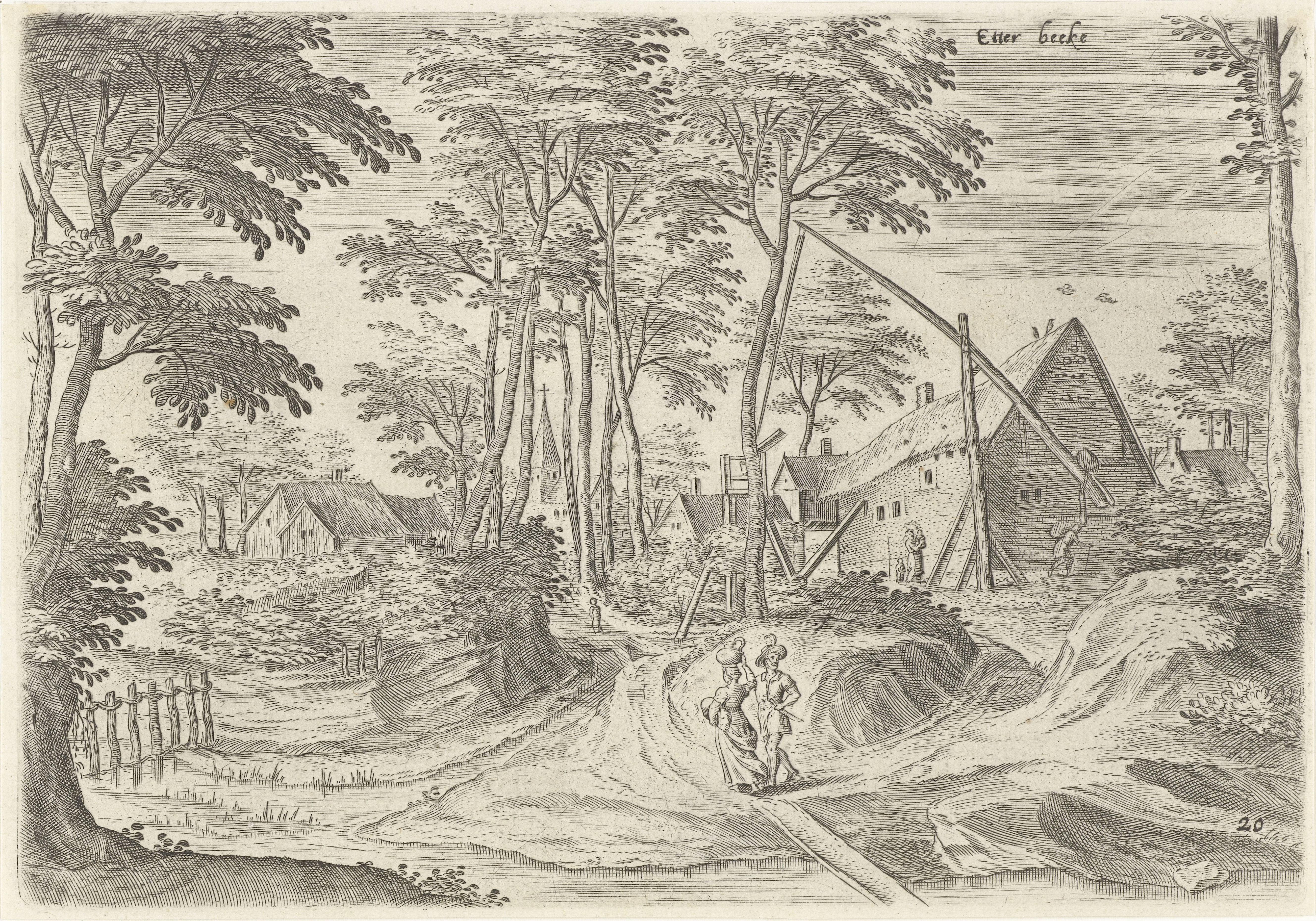
Еттербек у 16 столітті.

Еттербек засновано щонайменьшне до початку ХІІ століття. Перша згадка припадає на 1127 рік. З 1138 року згадується під сучасною назвою. Довгий час Еттербек був окремим селом неподалік Брюсселя.
У XIX столітті від Еттербеку до Брюсселя було передано деякі ділянки його території. 1850 року відійшло поле Лінтхаут (Linthout) для створення на ньому військового тренувального полігону. 1880 року на місці цього полігону було влаштовано брюссельський Парк П'ятидесятиріччя. 1853 року від Еттербергу до Брюсселя відійшла територія колишнього маєтку Егевордів (Eggevoord), де нині міститься один із брюссельських районів — Леопольд.

## Населення
| Рік       | 1806 | 1816 | 1830 | 1846 | 1856 | 1866 | 1876   | 1880   | 1890   |
| --------- | ---- | ---- | ---- | ---- | ---- | ---- | ------ | ------ | ------ |
| Населення | 1290 | 1387 | 2213 | 3084 | 2893 | 4611 | 10.014 | 11.753 | 17.735 |

| Рік       | 1900   | 1910   | 1920   | 1930   | 1947   | 1961   | 1970   | 1976   |
| --------- | ------ | ------ | ------ | ------ | ------ | ------ | ------ | ------ |
| Населення | 20.838 | 33.227 | 39.813 | 45.328 | 50.040 | 52.837 | 51.030 | 47.666 |

| Рік       | 1977   | 1980   | 1985   | 1990   | 1995   | 2000   | 2005   | 2010  |
| --------- | ------ | ------ | ------ | ------ | ------ | ------ | ------ | ----- |
| Населення | 47.666 | 46.650 | 44.898 | 39.641 | 38.727 | 39.404 | 41.097 | 44352 |

## Транспорт

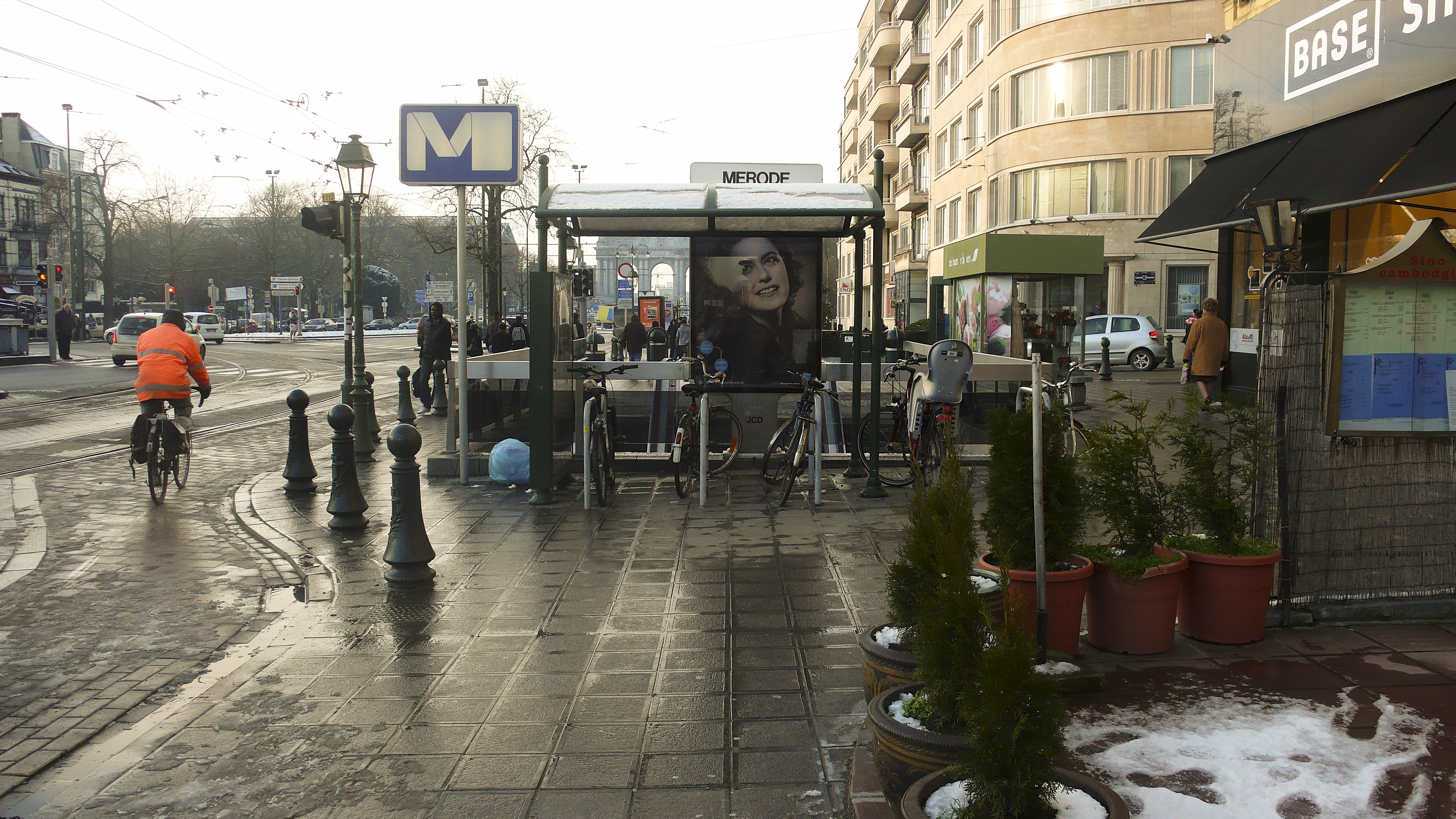
Вхід до метро

Еттербек на карті Брюсельського столичного регіону.

На території комуни розташовані три станції метрополітену, відкритого 1976 року. Залізнична станція Еттербек знаходиться на території сусідньої комуни — Іксель.

## Народилися в Еттербеці
- Меньє Константен Еміль — бельгійський живописець і скульптор.
- Ерже — бельгійський художник і журналіст, автор коміксів про Тінтіна.
- Жорж Грюн — бельгійський футболіст, грав за збірну Бельгії.
- Герман ван Ромпей — чинний Голова Ради Європейського Союзу; 28-й прем'єр-міністр Бельгії (з грудня 2008 по 2009 рік).
- Лара Фабіан — бельгійська співачка.
- Амелі Нотомб — бельгійська письменниця.
- Міша Дефонсека — бельгійська письменниця.